# 和水町立菊水東小学校
和水町立菊水東小学校（なごみちょうりつきくすいひがししょうがっこう）は、かつて熊本県玉名郡和水町岩尻にあった公立の小学校。
2020年（令和2年）3月末をもって閉校し、和水町立菊水小学校に統合された。

## 概要
歴史
1874年（明治7年）創立。2020年（令和2年）に閉校し、146年の歴史に幕を閉じた。
校訓
「あかるく、なかよく、たくましく」
校章
校名にちなみ菊紋と水紋を組み合わせたものを背景にして中央に「東」の文字を配している。
校歌
歌詞は3番まであり、歌詞中に校名は登場しない。

## 沿革
前史
- 1874年（明治7年） - 「下津原小学校」、「志口永小学校」、「米渡尾小学校」、「椱原小学校」が創立。
- 1875年（明治8年） - 「岩尻小学校」、「高野小学校」が創立。
- 1882年（明治15年） - 「下津原小学校」、「志口小学校」、「岩尻小学校」が統合の上、「志口永小学校」となる。
- 1886年（明治19年） - 小学校令が施行される。
  - 志口永小学校が「尋常大久保小学校」に改称。「下津原支校」を設置。
  - 小学校3校（米渡尾・高野・椱原）が統合の上、「藤野支校」と「米渡尾支校」の2分校に改編。
- 1889年（明治22年） - 尋常大久保小学校が「尋常東郷小学校」に改称。
- 1892年（明治25年）
  - 下津原支校が「下津原尋常小学校」として独立。
  - 岩尻支校が「岩尻尋常小学校」として独立。
  - 藤野支校と米渡尾支校が統合の上、「藤野尋常小学校」となる。
- 1894年（明治27年）- 各小学校に農業補習校を併設。
- 1905年（明治38年）- 以下のように改称。
  - 東郷尋常小学校が高等科を併置の上、「東郷尋常高等小学校」に改称。
  - 下津原尋常小学校が高等科を併置の上、「下津原尋常高等小学校」に改称。
  - 岩尻尋常小学校が高等科を併置の上、「岩尻尋常高等小学校」に改称。
- 1906年（明治39年） - 以下のように統合が行われる。
  - 東郷・下津原の両校が統合の上、「東郷西部尋常高等小学校」となる。
  - 岩尻・藤野の両校が統合の上、「東郷東部尋常高等小学校」となる。
- 1908年（明治41年）4月 - 改正小学校令により、尋常科（義務教育年限）が4年制から6年制に改められる。従来の尋常科4年・高等科4年を「尋常科6年・高等科2年）に改める。
- 1926年（大正15年）- 農業補習学校を廃止の上、青年訓練所充当農業公民学校を併設。

統合
- 1927年（昭和2年） - 上記2校（東郷西部・東郷東部）の統合により、「東郷尋常高等小学校」となる。
- 1928年（昭和3年）- 5教室を増築。
- 1935年（昭和10年）- 青年学校令施行により、東郷公民学校が廃止され、「東郷青年学校」が設置される。
- 1938年（昭和13年）- 青年道場を設置。
- 1941年（昭和16年）4月1日 - 国民学校令施行により、「東郷村東郷国民学校」に改称。尋常科を初等科に改める。
- 1944年（昭和19年）- 江田町外三ヶ村組合立 玉東青年学校が廃止される。
- 1947年（昭和22年）- 学制改革が行われる（六・三制の実施）。
  - 4月1日 - 東郷国民学校の初等科は、新制小学校「東郷村立東郷小学校」に改組・改称。
  - 4月 - 東郷国民学校の高等科は、青年学校普通科とともに、新制中学校「江田町外三ヶ村組合立 江田中学校」に改組・改称。東郷分校が設置される。
- 1951年（昭和26年）- 江田中学校東郷分校が廃止される。
- 1954年（昭和29年）4月1日 - 1町（江田）および3村（花簇・川沿・東郷）が合併の上、菊水町が発足したことにより「菊水町立菊水東小学校」に改称。
- 1955年（昭和30年）4月 - 校区の改定により、米渡尾地区を菊水中央小学校に移管。
- 1959年（昭和34年）- 講堂が完成。
- 1962年（昭和37年）12月 - 給食を開始。
- 1970年（昭和45年）- プールが完成。
- 1979年（昭和54年）- 鉄筋コンクリート造2階建て校舎全面改築が完成。
- 1981年（昭和56年）- 運動場を拡張。
- 1984年（昭和59年）- 体育館が完成。
- 1999年（平成11年）- 校舎大規模改修を完成。
- 2000年（平成12年）- 校舎大規模改修（高学年・特別教室・職員室・ホール）が完成。
- 2006年（平成17年）10月3日 - 「和水町立菊水東小学校」（最終名）に改称。
- 2007年（平成19年）- 放課後子ども教室を開始。
- 2008年（平成20年）4月 - 和水町立全小学校で2学期制を開始。
- 2009年（平成21年）4月 - 複式学級を設置。
- 2018年（平成30年）4月 - 特別支援学級を新設。
- 2020年（令和2年）
  - 3月31日 - 閉校。
  - 4月1日 - 和水町立小学校4校（菊水中央・菊水西・菊水東・菊水南）が統合の上、和水町立菊水小学校が開校（旧・菊水中央小の校地・校舎が継承される）。

## 交通アクセス
最寄りのバス停留所
- 九州産交バス 「パナソニック入口」停留所

最寄りの幹線道路
- 熊本県道16号玉名山鹿線
- 九州縦貫自動車道（高速道路）「菊水IC」

## 周辺
- パナソニック・インダストリー
- 岩尻菅原神社